# Sant Marc (Pobellà)
Sant Marc és una ermita dels pobles de Mont-ros i Pobellà, en el terme municipal de la Torre de Cabdella, del Pallars Jussà, dins de l'antic terme de Mont-ros. Està davant i al sud de Mont-ros, a l'altra banda de la vall del torrent de la Solana, i al nord-oest de Pobellà.

## Descripció
És una capella moderna, abandonada. Està en molt mal estat, tot i que l'edifici sembla conservar-se prou bé. És una obra inclosa a l'Inventari del Patrimoni Arquitectònic de Catalunya.
Ermita de planta rectangular amb porta a ponent i espitllera els murs laterals. Façana de migjorn modificada amb una gran obertura. Sembla un magatzem vista des de l'exterior. La coberta és a dues vessants.

## Història
Està situada a migdia de Montros, a l'altra banda del barranc, refeta modernament